# Urbich
Urbich, Erfurt-Urbich – dzielnica miasta Erfurt w Niemczech, w kraju związkowym Turyngia.